# Salvador Murillo
Salvador Murillo (Durango, México, 1840 - ¿?) fue un pintor paisajista mexicano del siglo XIX.
Además de dedicarse a la pintura, también se interesó en la fotografía.
Fue uno de los alumnos principales de Eugenio Landesio, y compañero de José Jiménez, Luis Coto, Javier Álvarez, José María Velasco y Gregorio Dumaine.
Nombrado director de la cátedra de paisaje el 18 de enero de 1874 en la Academia de San Carlos,, fue recomendado por varios liberales y ayudado por Ignacio Manuel Altamirano; ocupó la vacante que dejó Eugenio Landesio debido a que éste se tuvo que ausentar durante un año por una enfermedad.
Durante su formación obtuvo un premio en la clase de copia en yeso en 1855 y otro en la de bajorrelieve en 1856. Expuso obra en la XV Exposición de Bellas Artes. Remitió dos paisajes a Francia que se exhibieron en la Exposición mexicana de 1881.
Sus obras de arte se encuentran distribuidas en distintas colecciones de Europa y América, principalmente. 
Dentro de la colección de Museo Soumaya se encuentra la pieza Vista de la ciudad de México y los volcanes Iztaccíhuatl y Popocátepetl realizado en 1879, además de Claro en el bosque realizado entre 1850 y 1900.

## Obras
Algunas de su obras son:
- Ciudad de Puebla con los Volcanes
- Vista del Centro de la Ciudad de México y los Volcanes
- Santa Isabel de hungría Curando a los Niños
- Santo Tomás de Villanueva Repartiendo Limosnas
- El puente del Chiquihuite de 1897